# Странная история доктора Джекила и мистера Хайда
«Странная история доктора Джекила и мистера Хайда» (англ. Strange Case of Dr Jekyll and Mr Hyde) — готическая повесть (иногда называется романом) шотландского писателя Роберта Стивенсона, опубликованная 5 января 1886 года в Лондоне. По жанру представляет собой переосмысление традиционной для романтизма и готического романа темы двойничества под углом зарождающейся научной фантастики, где зловещий двойник получает свободу действий благодаря раздвоению личности, вызванному изобретённым веществом.
Прототипом главного героя стали известные шотландские преступники, которые вели двойную жизнь: Томас Вейр и Уильям Броди, а общим фоном — городские легенды и исторические пейзажи Эдинбурга.

## Сюжет

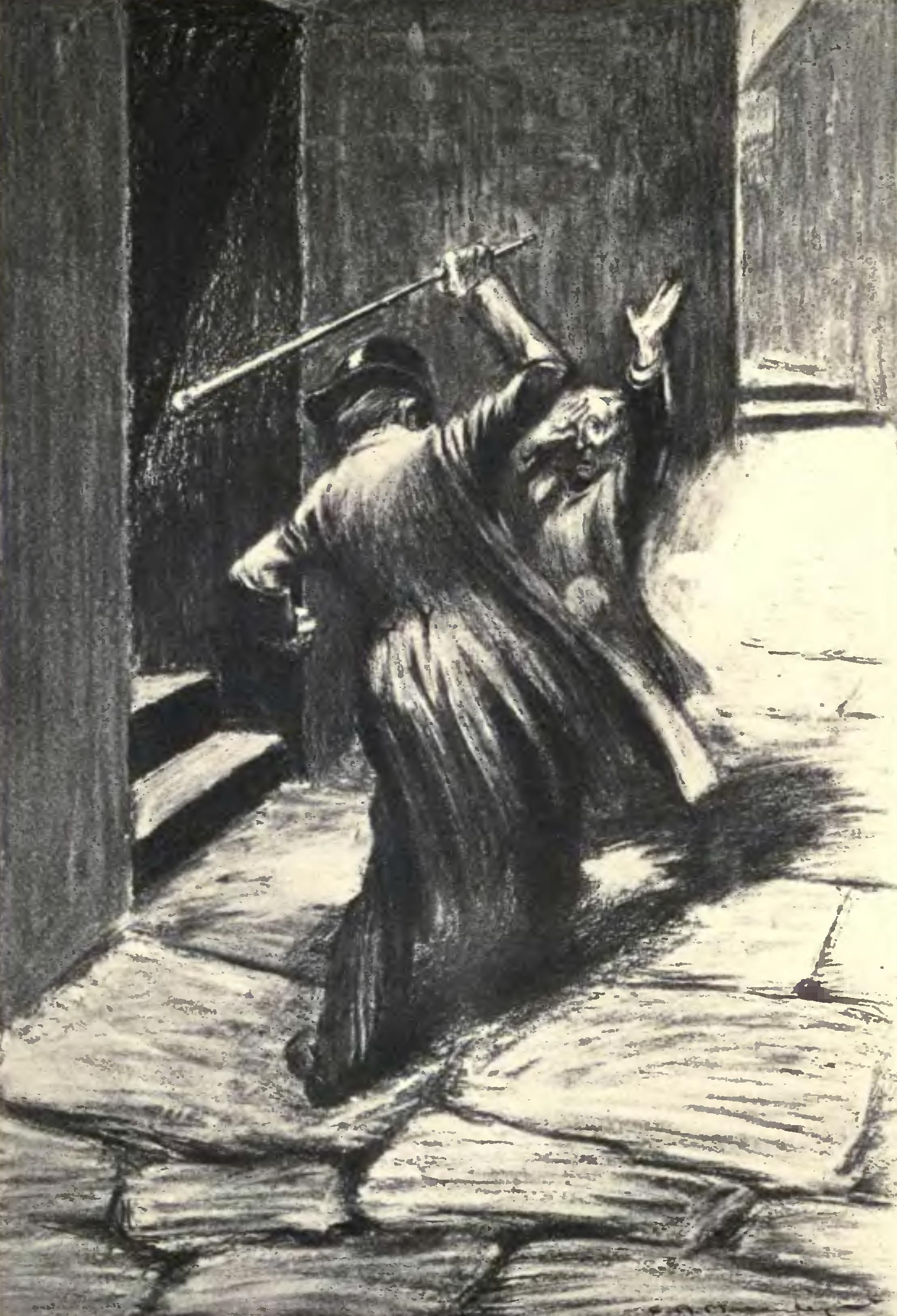
Иллюстрация Ч. Р. Маколи, 1904. Нью-Йорк

Повествование ведётся от третьего лица, представляемое через стороннего наблюдателя нотариуса Габриэля Джона Аттерсона. В Лондоне происходят странные события — некий демонический человек по имени Эдвард Хайд, внушающий необъяснимое отвращение всякому, кто с ним общается, совершает ряд отвратительных, жестоких и бессмысленных поступков. В числе прочего, его разыскивают по подозрению в убийстве члена парламента Дэнверса Кэрью. Выясняется, что Хайд каким-то образом тесно связан с уважаемым в обществе доктором Генри Джекилом. Хайд временами появляется у него дома, и слугам дано распоряжение выполнять все его просьбы. Более того, доктор пишет завещание, в котором в случае своей смерти или долгосрочного исчезновения оставляет всё своё состояние Хайду.
Однажды доктор Джекил запирается в своём кабинете, отказываясь показываться на глаза, общаясь с домашними неестественным голосом. Слуги доктора предполагают, что преступный Хайд убил доктора и, не в силах покинуть дом доктора, выдаёт себя за убитого. Дворецкий Пул обращается к Аттерсону, и они взламывают дверь, обнаруживая в комнате только умирающего Хайда, принявшего смертельную дозу яда. Тело Джекила они не находят.
В найденном посмертном письме, полученном Аттерсоном, доктор Джекил признаётся, что он пришёл к научному открытию, заключающемуся в том, что в человеческой психике существуют одновременно несколько аспектов одной и той же личности, а человек как таковой есть продукт одновременного совмещённого действия всех этих личностей. Сам Джекил на протяжении многих лет вёл двойную жизнь, одну — респектабельного учёного, и другую — распутника. В результате не до конца удавшегося научного эксперимента со смешением разных лекарственных препаратов он смог найти способ своему отрицательному «я» временно занимать главенствующее положение. Мистер Хайд, совершающий чудовищные злодеяния, — это тот же доктор Джекил, в котором его злое начало получало власть и могло спокойно грешить в этой оболочке. Однако доктор перестал контролировать процесс своего превращения в Хайда, что и привело доктора к отчаянию и гибели.

## Образ Эдварда Хайда в современной культуре

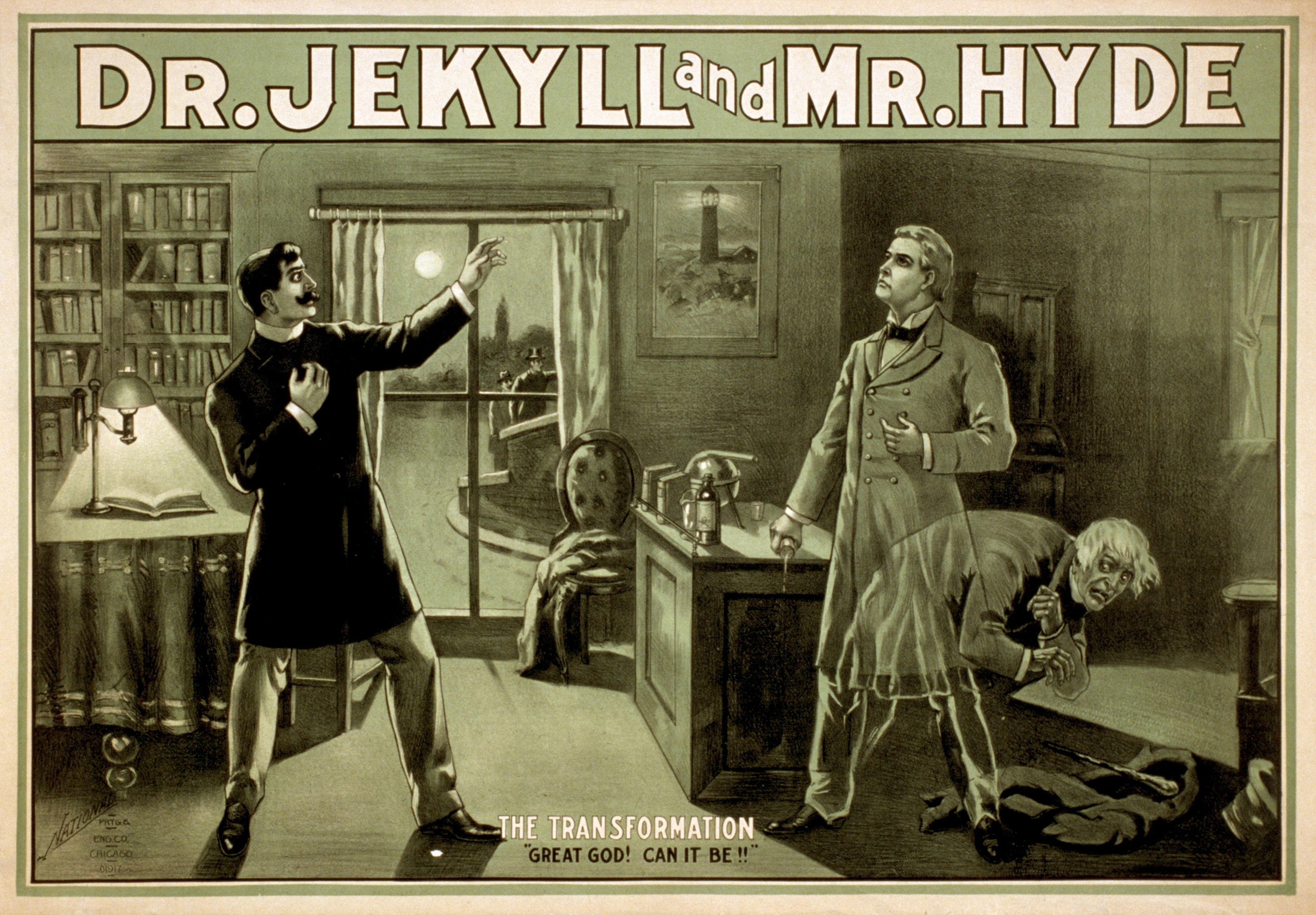
Афиша XIX века с анонсом спектакля о Джекиле и Хайде

Классическое представление о мистере Хайде сложилось как о волосатом человеке огромного роста и физической силы, больше ростом, крепче сложением и физически сильнее чем его альтер эго. В традицию этот медийный образ начал входить после выхода не самой удачной экранизации Виктора Флемминга 1941 года и пародийной картины «Эббот и Костелло встречают Доктора Джекила и Мистера Хайда»; на подобную трактовку в англоязычных медиа и мультипликации также повлияли комиксы о Халке. Однако в книге Эдвард Хайд — это невысокий и худощавый, вместе с тем проворный человек, намного моложе Генри Джекила, отличающийся так же повышенным оволосением на лице и на руках. После превращения одежда становится ему велика. В описанном Стивенсоном поведении Хайда можно проследить последствия злоупотребления наркотиком и черты деградации личности в свете популярной в конце XIX века трактовки теорий Мореля и Ломброзо так и общего представления о теории Дарвина (в экранизации 1931 года). Из особенностей: Хайд вызывает у всех, кто встречается с ним, крайне неприятные чувства на грани физического отвращения и ужаса, что может быть связано с эффектом зловещей долины. После убийства Хайд не решается открыто передвигаться по городу и отсиживается в лаборатории Джекила.

Упомянут Эрихом Мария Ремарком в романе «Тени в раю»:
— Я вас понимаю, — сказал он. — Когда торгуешь искусством, тоже надо уметь всё сразу. Любить искусство и продавать его. Каждый торговец искусством — это Джекиль и Хайд.

### Театральные постановки
- «Джекилл и Хайд» — мюзикл, поставлен на Бродвее в 1997 году.
- «Странная история доктора Джекила и мистера Хайда» — Театр им. Моссовета, перевод с английского и сценическая редакция Ярослава Кеслера, постановка П. Хомского (2005)[9].
- «Джекилл и Хайд» — мюзикл, Санкт-Петербургский государственный театр музыкальной комедии, 2014 г.
- «Странная история доктора Джекила и мистера Хайда» — российский радиоспектакль 2010 года. В роли Джекила — Дмитрий Назаров, Хайда — Владимир Зайцев.
- «ДЖЕКИЛ/ХАЙД» — Творческое объединение «Атмосфера» на сцене театра "ОСА". Инсценировка и постановка – Светлана Кенециус

### Кино- и телеверсии
«Странная история доктора Джекилла и мистера Хайда» была экранизирована множество раз. Всего существует более 60 экранизаций. Отдельные мотивы повести фигурируют в фильмах:
- 1925 — Доктор Пикл и мистер Прайд (США), режиссёры Скотт Пемброк Джо Рок (немой фильм)
- 1940 — The Bookworm Turns (мультфильм, по мотиву);
- 1947 — Том и Джерри серия Dr. Jekyll and Mr. Mouse (мультфильм);
- 1953 — Эбботт и Костелло встречают доктора Джекилла и мистера Хайда;
- 1958 — Завещание доктора Корделье (Жана Ренуара);
- 1963 — Чокнутый профессор (США);
- 1968 — Странная история доктора Джекила и мистера Хайда (США);
- 1969 — Скуби-Ду, где ты! серия Призрак Хайда (мультсериал);
- 1971 — Я монстр (Великобритания);
- 1985 — Странная история доктора Джекила и мистера Хайда (СССР);
- 1986 — Капитан Ридмор серия Доктор Джекил и мистер Хайд[10] (мультсериал);
- 1987 — Утиные истории серия Доктор Джекилл и мистер МакДак (мультсериал);
- 1994 — Повелитель страниц (мультфильм);
- 1995 — Доктор Джекилл и мисс Хайд (США — Великобритания);
- 1996 — Мэри Райли (фильм);
- 1996 — Чокнутый профессор (США) — ремейк фильма 1963 года;
- 2000 — Элвин и бурундуки встречают оборотня (США);
- 2003 — Лига выдающихся джентльменов (использован образ Хайда);
- 2004 — Ван Хельсинг (США);
- 2007 — Джекил (телесериал) (Великобритания);
- 2007 — Убежище (телесериал) (Великобритания);
- 2007 — Сатана (фильм);
- 2008 — Доктор Джекил и мистер Хайд (Канада);
- 2013 — Не навреди (телесериал) (США);
- 2015 — Хайд, Джекил и я (телесериал) (Южная Корея);
- 2015 — Джекилл и Хайд — детективный телесериал с элементами супергеройского шоу, повествующий о внуке доктора Джекилла, Роберте Джекилле;
- 2011 — Однажды в сказке (США) — доктор Джекил и мистер Хайд появляются в 22 и 23 сериях пятого сезона и в 6 сериях 6 сезона;
- 2014—2016 — Страшные сказки (Великобритания) — доктор Джекил появляется в начале третьего сезона;
- 2017 — Мумия. Роль Джекила/Хайда исполнил Рассел Кроу;
- 2022 — Уэнздей (США).

### Музыка
- 1968 — The Who — Dr. Jekyll & Mr. Hyde
- 1976 — Адриано Челентано — I want to know (альбом Svalutation);
- 1982 — Men At Work — Dr. Heckyll & Mr. Jive (альбом Cargo);
- 1986 — Atrium — Doctor Jekyll (Italo — Disco);
- 1995 — Оззи Осборн — My Jekyll Doesn’t Hide (альбом Ozzmosis);
- 2001 — Iced Earth — Jekyll & Hyde (альбом Horror Show[вд]);
- 2001 — Deadушки — Сальери (альбом PoR.no);
- 2005 — Freaks' Tricks — DJ Jekyll meets MC Hyde
- 2007 — Jane Air — Джекил и Хайд (альбом Sex & Violence);
- 2009 — Angelica Ayoe — Dr Jekyll (альбом I’m Amazed);
- 2010 — Лара Фабиан, Игорь Крутой — Mademoiselle Hyde (цикл «Mademoiselle Zhivago»);
- 2011 — J.R. Blackmore And Friends — Jekyll & Hyde (альбом Voices);
- 2013 — Дайте два — Джекил и Хайд (альбом Разряды);
- 2013 — Halestorm — Mz. Hyde (сингл);
- 2013 — VIXX — мини-альбом Jekyll;
- 2015 — Five Finger Death Punch — Jekyll and Hyde (альбом Got Your Six);
- 2015 — Ice Nine Kills — Me, Myself & Hyde (альбом Every Trick In The Book);
- 2019 — Arakain[вд] — Jekyll & Hyde (альбом Jekyll & Hyde[вд]);
- 2019 — EXO — Jekyll (альбом Obsession);
- 2020 — BigKlit — Jykell & Hyde (альбом Klitorius B.I.G.).
- 2021 — HEAVY RAID — Эликсир (альбом Железный марш)
- 2023 — Sagath, UMERTVIE, Fatal-M — Д.Д.И.М.Х (альбом Вынос тела 2)

### Игры и другие упоминания
- 1988 — игра Dr. Jekyll and Mr. Hyde;
- 2001 — игра Jekyll and Hyde;
- 2008 — Jekyll[англ.] — написанный на Ruby генератор статичных сайтов, пятью годами позже появился Hyde — аналогичный генератор, написанный на Python;
- 2010 — персонаж вселенной Monster High (сын доктора Джекилла (мистера Хайда) — Джексон Джекилл (Холт Хайд));
- 2013 — название уровня в визуальной новелле Steins;Gate: Linear Bounded Phenogram - "Dr. Jekyll Online";
- 2015 — слуга в игре Fate/Grand Order;
- 2018 — игра MazM: Jekyll and Hyde;
- 2020 — персонаж настольной игры Unmatched: Cobble & Fog.
- 2023 — The Beast Inside
- 2023 — прототип и достижения игры Tiny Bunny.